# Friedrichsgracht
Friedrichsgracht ist eine Uferstraße am Spreekanal. Sie befindet sich auf der Spreeinsel im Berliner Ortsteil Mitte und historischen Stadtteil Alt-Kölln und verlief bis 1969 zwischen der Inselbrücke und der Sperlingsgasse. Seit dem Bau des Wohngebietes Fischerinsel ist sie verkürzt auf den Abschnitt ab Gertraudenbrücke bis zur Sperlingsgasse.

## Geschichte

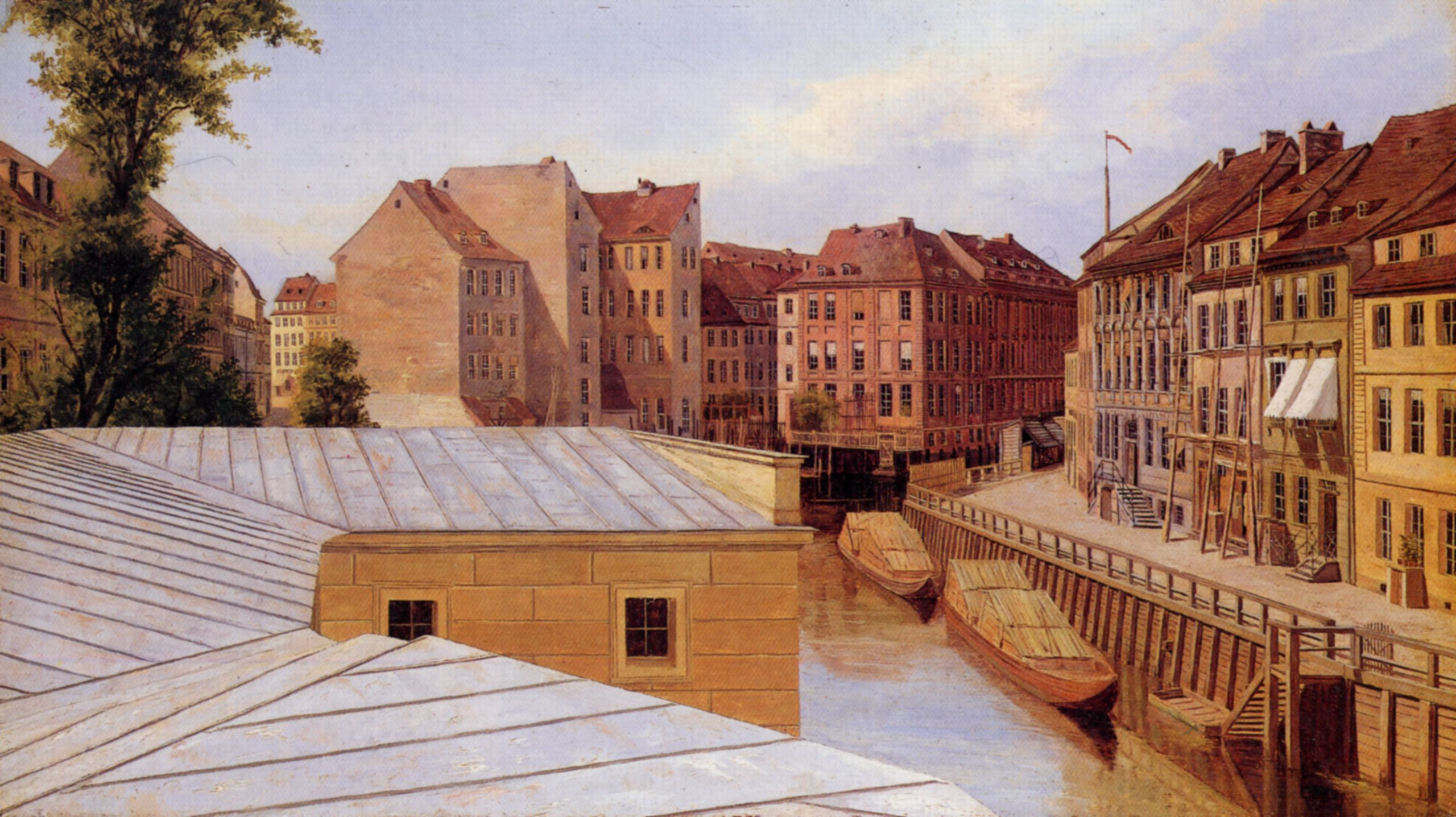
Blick vom Dach der Raveneschen Eisenhandlung auf die Friedrichsgracht, Eduard Gaertner, 1830er Jahre

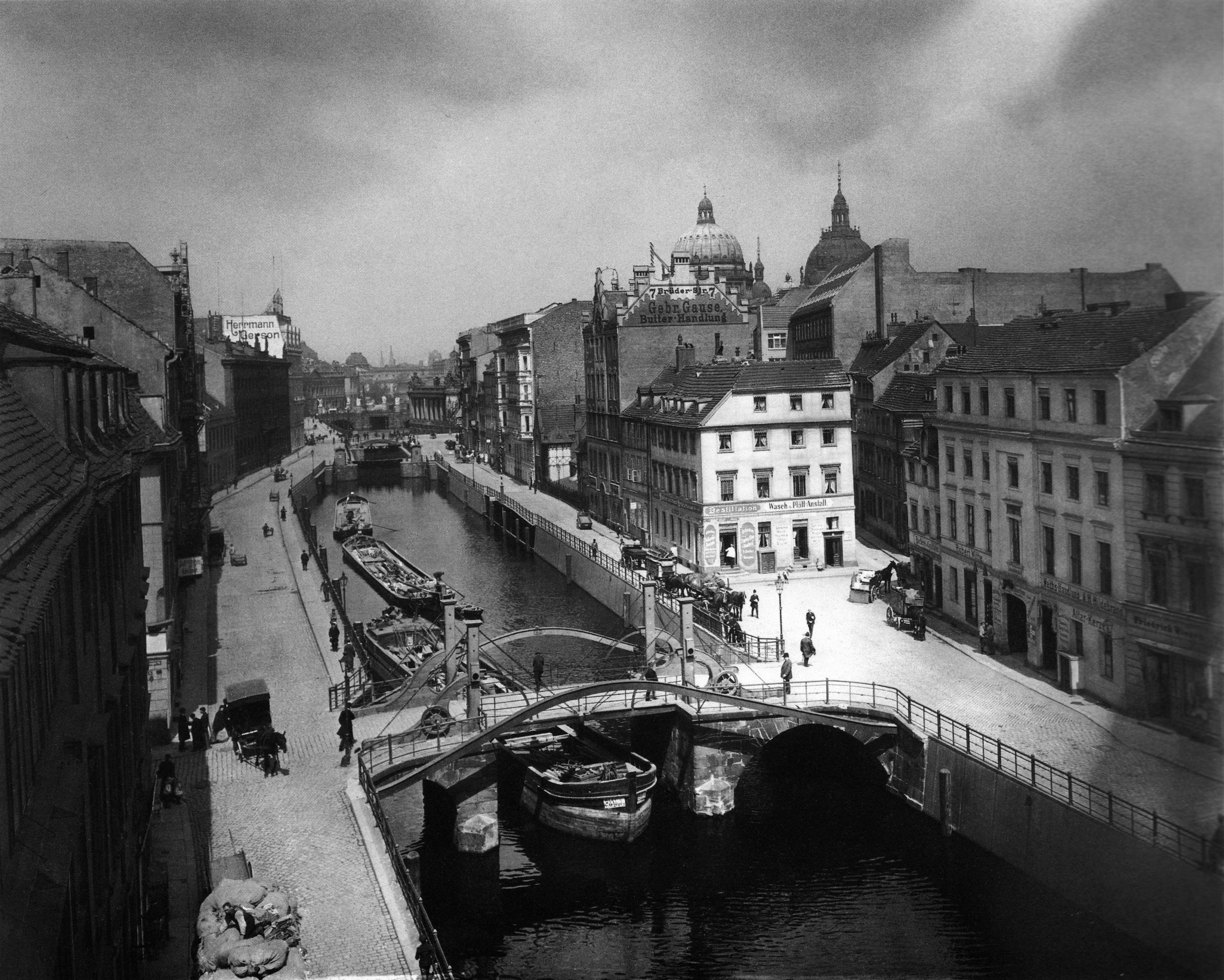
Das nördliche Ende der Straße (rechts) an Jungfernbrücke und Mündung der ehemaligen Spreestraße (seit 1931: Sperlingsgasse), 1909

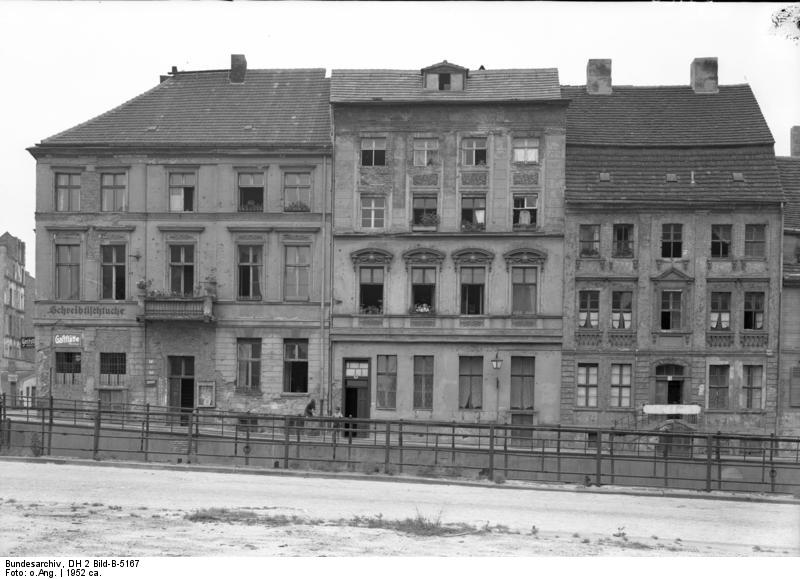
Die 1968/1969 abgerissenen Häuser Friedrichsgracht 15–17 im Jahr 1952, rechts die Nr. 15

Die Bezeichnung Friedrichsgracht oder Friedrichsgraben bürgerte sich in der zweiten Hälfte des 17. Jahrhunderts ein, als Friedrich Wilhelm von Brandenburg (1620–1688, genannt: der Große Kurfürst) den Seitenarm der Spree durch holländische Spezialisten kanalisieren ließ. Der Name bezog sich auf den Teil des Spreearms, der heute zwischen Inselbrücke und Gertraudenbrücke im historischen Stadtteil Alt-Kölln verläuft.
Später wurde der Name Friedrichsgracht auf die zwischen 1670 und 1681 im Zuge des Festungsbaus und der Regulierung des linken Spreearms angelegte Uferstraße übertragen, die den ganzen südlichen Teil Alt-Köllns ausgehend von der Spree umzog.
Die Bebauung der Straße begann vor 1690. Schnell entwickelte sich eine eindrucksvolle Häuserreihe, an der sich bevorzugt Hofbeamte und Patrizier ansiedelten. Auf der gegenüberliegenden linken Seite des Spreekanals entstanden zuerst der Stadtteil Friedrichswerder und seit 1681 Neukölln am Wasser.
Im Zweiten Weltkrieg erlitt dieser Teil Alt-Berlins unterschiedliche Zerstörungen. Zu DDR-Zeiten riss man ab 1967 im Zuge der Neugestaltung der Fischerinsel die gesamte Bebauung zwischen Gertrauden- und Inselbrücke ab, darunter acht denkmalgeschützte Häuser zwischen Roßstraßenbrücke und Fischerstraße. Das Haus Friedrichsgracht Nr. 15 aus der Zeit um 1740 war das einzige, an dem sich die damals für Berliner Wohnhäuser typische Außentreppe erhalten hatte. Es galt innen wie außen als relativ gut erhalten, lediglich sein die Mittelachse krönendes Stuck-Emblem war bereits herabgefallen. Am gegenüberliegenden Märkischen Ufer Nr. 12 entstand 1969 als „Adaption“ ein Nachbau. Er entspricht weder im Grundriss noch in Baudetails dem Original, auch Tür und Oberlicht sind vereinfachende Nachbildungen. Das Haus ist mit dem zugleich errichteten Nachbau des Ermelerhauses im Innern verbunden und steht wie dieses auf einem Sockel.
Die vorherigen Namen zwischen 1681 und 1745 der heutigen Straße Friedrichsgracht waren:
| Name                                                       | Hausnummern mit Stadtbezirk ab 1809 |
| ---------------------------------------------------------- | ----------------------------------- |
| Hinter der Mauer am Wursthofe                              | 01–11, Bezirk 66 – Neues Hospital   |
| Hinter der Mauer am Köpenicker Thor                        | 12–24, Bezirk 65 – Neue Roßstraße   |
| Hinter der Mauer an der Lappstraße                         | 25–32, Bezirk 64 – Salzhof          |
| Freiheit der Stadt                                         | 33–46, Bezirk 64 – Salzhof          |
| An der Gertrauden und Spreegassenbrücke (bis 30. Mai 1825) | 47–61, Bezirk 20 – Schicklerstraße  |

Seit 15. Januar 1865 (Einführung der 2. Generation der Stadtbezirke) gehören die Hausnummern 1–46 zum Stadtteil Alt-Kölln (vorher: Neu-Kölln).
Seit 1969 trägt nur noch das Straßenstück zwischen Sperlingsgasse und Gertraudenbrücke die Bezeichnung Friedrichsgracht.

## Filme
- Filmsequenz des alten Bauzustandes: Der tapfere Schulschwänzer aus dem Jahr 1967.